# Seotaiji 8th Atomos Part Moai
《Seotaiji 8th Atomos Part Moai》(서태지 에이쓰 아토모스 파트 모아이)는 서태지의 싱글 음반이다. 8집 《Seotaiji 8th Atomos》의 첫 싱글이자 첫 활동이다. 서태지는 이 앨범의 장르를 ‘네이처 파운드’라고 명명하였다. 판매량은 한터 차트 2008년 연간 집계 기준 약 13만 9천장이다.
이 싱글에 실린 리믹스를 포함한 모든 수록곡은 아주 약간의 수정을 거쳐 8집에 모두 수록됐다.

## 활동
2008년 7월 31일, 일산 MBC 드림센터에서 《서태지 스페셜 - 북공고 1학년 1반 25번 서태지》 녹화 및 공연으로 외부에 모습을 드러냈다. 이어 2008년 8월 1일, 코엑스 피아노 분수대 광장에서 5000명 앞에서 4곡을 불러 15분 간 게릴라 콘서트를 가졌다. 이후 2008년 8월 14일부터 8월 15일까지 ETPFEST를 개최하였고 2008년 9월 27일, 톨가 카쉬프와 함께 서울월드컵경기장에서 오케스트라 협연을 가졌다.

## 수록곡
전체 작사·작곡: 서태지
| #             | 제목          | 재생 시간 |
| ------------- | ------------- | --------- |
| 1.            | Moai          | 3:46      |
| 2.            | Human Dream   | 4:26      |
| 3.            | T`ikt`ak      | 4:07      |
| 4.            | Moai (Remix)  | 4:01      |
| 총 재생 시간: | 총 재생 시간: | 16:20     |

## 방송
2008년 8월 6일, MBC에서 《서태지 스페셜 - 북공고 1학년 1번 25번 서태지》를 방송하였다. 8월 26일에는 1시간 동안 2008년 《ETPFEST》를 방송하였다. 9월 27일에는 톨가 카쉬프와 로얄 필하모닉과 《The Great 2008 Seotaiji Sympony with Tolga Kashif & Royal Philliharmonic》을 공연한 뒤 MBC에서 10월 26일 방송했다. 12월 7일에는 톨가 카쉬프와 성남시향과 함께《The Great 2008 Seotaiji Sympony with Tolga Kashif Encore》를 공연했다.

## 마케팅
이 앨범이 발매되기 전, 강원도 흉가에서 작업을 하는 동영상이 올라오기도 했으며 코엑스 상공에 나타난 UFO가 찍힌 영상이나 충남 보령시의 간척지에 제작된 미스터리 서클, 코엑스 피라미드 광장의 실제 모형의 거대 UFO의 불시착 영상을 공식 홈페이지에 공개하는 일종의 티저 마케팅을 선보여 관심을 끌었다.

## 뮤직비디오
컴백과 함께 〈Moai〉 뮤직비디오를 공개한 이후 20세기 소년 영화 버전의 프로모션을 위해 〈T`ik T`ak〉의 뮤직비디오를 공개하였다. 이후 곰TV와 12월 12일 MBC 에브리원의 《신해철의 스페셜 에디션 (신해철 진행)》에서 〈Human Dream〉의 뮤직비디오의 첫 번째 에피소드를 공개했으며 이후에 곰TV를 통해 파이널 에피소드가 공개됨으로써, 〈Atomos Part Moai〉의 전곡이 뮤직비디오로 제작되었다. 뮤직비디오의 순서는 공개 순서에 반대되는 역순으로 진행된다는 점이 특징이다.

### Human Dream
아이가 없는 가정에 휴머노이드 소년이 입양되고 행복하던 순간도 잠시, 부부의 아이가 태어나면서 상대적으로 소외감을 느끼던 휴머노이드 소년이 그 감정으로 인해 로봇으로서는 가능하지 않은 ‘눈물’을 흘리게 된다. 시간이 흘러 어느덧 휴머노이드 소년과 비슷한 또래가 된 아이는 대규모 폭파사고 현장을 목격하며 휴머노이드 로봇이 인간을 구출해내는 장면을 보게 되고 휴머노이드 소년의 영생이 부러워져 서로의 기억과 DNA를 바꾸자고 제안한다. 제안에 응한 휴머노이드 소년은 아이와 기억과 DNA를 바꾸게 되고, 몸만 다른 채 서로 뒤바뀐 삶을 살아가게 된다.
그러나, 애당초 사람에 대해 위해를 가한다는 제약이 없었던 휴머노이드가 된 인간 아이는 인간이 된 휴머노이드에게 질투를 느끼게 되고 결국 그에게 위해를 가하게 된다. 이를 보고, 부모는 이제 휴머노이드를 없애자는 결론을 내리게 되고, 그를 태어나게 한 그 스위치를 다시 한번 누르고 인간이 된 휴머노이드는 영원한 잠을 자게 된다.
10년 뒤, 그 인간은 자신이 느꼈던 감정을 상기하면서 휴머노이드를 입양한다. 뮤직비디오 막바지에 Tik' Tak 뮤직비디오 한장면을 보여주면서 뒤에 이어지는 뮤직비디오가 Tik' Tak 임을 알 수 있다.

### T`ik T`ak
전체적인 모티브는 영화 《20세기 소년》과 유사하며, 영화 속 거대 로봇을 모티브로 제작된 세트와 친구 마크 등의 상징 아이콘 등이 그대로 표현되었다. 암울한 미래에 음모론을 소재로 알 수 없는 정체에 대한 두려움을 표현하는 듯 뇌파를 조종당하는 등 혼돈과 파멸적인 모습, 파괴되고 폐허가 된 주변의 모습을 연이어 보여주며 불안한 미래에 대한 암시와 공포와 같은 세기말적인 느낌을 주고 있다. 이에 맞서 진실을 밝혀내고 음모를 증명할 ‘진실 카운트’로 모든 것을 날려버리며 세기말적인 인류의 상황에도 마지막 희망이 공존하고 있다는 결말을 담고 있다.

### Moai
이스터 섬의 아후 통가리키, 라노라루쿠, 데스 밸리, 문 밸리, 간헐천, 나이아가라 폭포 등의 장관을 통해 자연의 위대함과 소중함을 표현한 반면, 다른 한편으로는 미지의 세상으로 여행을 떠나고 싶은 마음을 UFO와 미스터리 서클 등으로 표현했으며, 대자연과 미스터리의 오버랩 속에서 소통이라는 테마를 전했다.
zanybros 프로덕션이 제작하였다.

## 참여
- 서태지(서태지컴퍼니): 프로듀서, 이그제큐티브 프로듀서 보컬, 작사·작곡·편곡, 기타, 베이스 기타, 프로그래밍, 디지털 에디트, 녹음, 믹싱
- Top: 기타, 편곡
- 김석중: 편곡, 프로그래밍, 디지털 에디트
- 혜승(피아): 드럼
- 녹음·믹싱 스튜디오: Techno T
- 최효영(Sonic Korea): 마스터링
- day-z: 아트 디렉터, 디자인
- 노대영, 소유리: 3D 디자인